# Buddleja iresinoides
Buddleja iresinoides är en flenörtsväxtart som först beskrevs av August Heinrich Rudolf Grisebach, och fick sitt nu gällande namn av Carl Curt Hosseus. Buddleja iresinoides ingår i släktet buddlejor, och familjen flenörtsväxter. Inga underarter finns listade i Catalogue of Life.